# Jacinto Alonso Maluenda
Jacinto Alonso Maluenda (Valencia - h. 1656), poeta y dramaturgo español del Barroco.

## Biografía
Valenciano, fue caballero de Santiago y alcaide de la Casa de las Comedias de Valencia. Muy amigo del también escritor valenciano Marco Antonio Ortí, también vinculado a los festejos municipales, colaboró con él en escribir alguna que otra comedia. Usó preferiblemente el castellano, pero también hizo alguna poesía en dialecto catalán valenciano. Su estilo, según Ignacio Arellano, fue muy influido por Francisco de Quevedo y se ubica claramente dentro del Conceptismo; como el mismo poeta madrileño, atacó ásperamente al Culteranismo y destacó como poeta jocoso y satírico, empleando sobre todo los romances; publicó dos volúmenes de poemas, modernamente publicados en Obras de Alonso Maluenda. I. Cozquilla del gusto. II. Bureo de las Musas del Turia y Tropezon de la risa, edición de Eduardo Juliá, Madrid: CSIC, 1951, 2 vols. Como dramaturgo escribió sobre todo bailes y un puñado de comedias.

## Obras
- Obras de Alonso Maluenda. I. Cozquilla del gusto. II. Bureo de las Musas del Turia y Tropezon de la risa, edición de Eduardo Juliá, Madrid: CSIC, 1951, 2 vols.
- Tropezón de la Risa, Valencia, 1629.
- El bureo de las Musas del Turia y la cozquilla del gusto, Valencia, Silvestre Esparza, 1629.